# SAIL NV
SAIL NV, afkorting bij de oprichting Suriname American Industries Ltd., is een Surinaams staatsbedrijf dat zich bezig houdt met de verkoop van vis en garnalen. Het functioneert onafhankelijk van subsidies. De oprichting vond plaats in juni 1955 als privaat garnalenbedrijf en het kwam in 1984 in overheidsbezit.
SAIL richt zich zowel op de lokale als exportmarkt, inclusief de verkoop van ijs en de verwerking van vis en garnalen. Vissers zijn gegarandeerd van afzet. Een dochteronderneming van SAIL is sinds de oprichting in 1998 Seafood Industries Suriname.
Het bedrijf werd eind 2024 in de verkoop gezet. Het had toen een tekort van bij elkaar vijftien miljoen US$ aan schulden en de afkoop van pensioenen en personeel.